# Acacia matthewii
Acacia matthewii är en ärtväxtart som beskrevs av Mary Douglas Tindale och S.J.Davies. Acacia matthewii ingår i släktet akacior, och familjen ärtväxter. Inga underarter finns listade i Catalogue of Life.